# Île-à-la-Crosse (Saskatchewan)
Île-à-la-Crosse je druhou nejstarší obcí v Saskatchewanu, v Kanadě. Jako obec vesnického typu byla založena římskokatolickou misií roku 1846 Alexandrem-Antonínem Taché, ale jako stanice obchodu kožešinami již v roce 1779 Společností Hudsonova zálivu. Má bohatou historii spojenou s řekou Churchill, říčními systémy řek Beaver a Canoe. Proto téměř každý průzkumník západní Kanady prošel někdy pevnůstkou Île-à-la-Crosse. Kríjské jméno vesnice Île-à-la-Crosse je Sakittawak, což značí „místo, kudy řeka odtéká“. Sestra Louise Riela, Marguerite Marie Riel, je pohřbena v této oblasti. Obyvatelstvo této severské vesnice čítá asi 1600 osob, většinou osadníci národnosti Métis, Francouzi, skotského, skandinávského a kríjského původu.

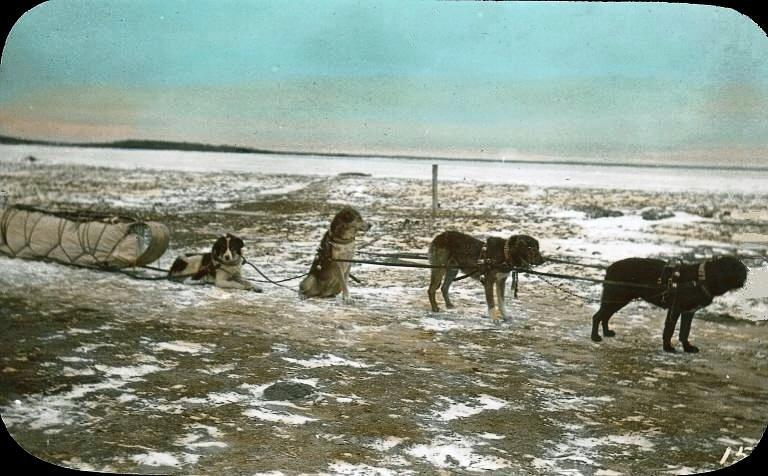
Psí spřežení se saněmi, Ile-à-la-Crosse, kolem roku 1910